# Antongilus terricola
Antongilus terricola är en skalbaggsart som först beskrevs av Yves Gomy 1969.  Antongilus terricola ingår i släktet Antongilus och familjen stumpbaggar. Inga underarter finns listade i Catalogue of Life.